# Lubodrog
Lubodrog — staropolskie imię męskie, zrekonstruowane na podstawie nazwy łąki Lubodroża w pow. kościańskim, złożone z członów Lubo- ("miły, luby, kochany") i -drog ("drogi"). 
Lubodrog imieniny obchodzi 5 lutego.